# Walter Bähr
Walter Bähr (1905 – 1986) war ein Theoretiker von Schachendspielen, Schachkomponist und Schachspieler. Über seine Lebensdaten ist wenig bekannt, 1932 hat er in Gottenheim gelebt.

## Endspieltheoretiker
Walter Bähr gehört zu den wenigen Schachspielern, deren Name in die Endspieltheorie Einzug gefunden hat.
In Schachzeitschriften und Lehrbüchern für Endspiele (siehe beispielsweise Juri Awerbach oder Karsten Müller und Frank Lamprecht) wird zu Stellungen mit blockierten Randbauern die sogenannte Bährsche Regel erklärt, deren Namenspate Walter Bähr ist.
In seiner 1936 erschienenen Monographie Opposition und kritische Felder im Bauernendspiel beschrieb Bähr als Ergebnis seiner von 1930 bis 1935 geführten Untersuchungen sehr umfassend die Grundlagen der Methode der Gegenfelder im Bauernendspiel.

## Schachkomposition
Bähr hat in den dreißiger Jahren einige seiner Studien in lokalen Zeitungen und Zeitschriften vorwiegend des Freiburger Raums veröffentlicht. Die Publikation seiner Schachkompositionen erstreckt sich auf die Jahre zwischen 1932 und 1940. Er komponierte, Zwei-, Drei- und Mehrzüger, einige davon erschienen in der Freiburger Zeitung. Die berühmte Albrecht-Sammlung für zweizügige Schachaufgaben verzeichnet vier Einträge von Walter Bähr. Drei erschienen am 22. August 1936 in der Mainfränkischen Zeitung. Sogar eine Selbstmattminiatur von ihm gibt es.
|   | a | b | c | d | e | f | g | h |   |
| 8 |   |   |   |   |   |   |   |   | 8 |
| 7 |   |   |   |   |   |   |   |   | 7 |
| 6 |   |   |   |   |   |   |   |   | 6 |
| 5 |   |   |   |   |   |   |   |   | 5 |
| 4 |   |   |   |   |   |   |   |   | 4 |
| 3 |   |   |   |   |   |   |   |   | 3 |
| 2 |   |   |   |   |   |   |   |   | 2 |
| 1 |   |   |   |   |   |   |   |   | 1 |
|   | a | b | c | d | e | f | g | h |   |

Lösung:

1. Kd2–c3! Kd7–c7

2. Kc3–d3 Kc7–d7

3. Kd3–e4 Kd7–e7

4. Ke4–e5 Ke7–f7

5. f4–f5! e6xf5

6. Ke5xf5 Kf7–e7

7. Kf5–e5! Ke7–f7

8. Ke5–d5 Kf7–f6

9. Kd5–c5 Kf6–g5

10. Kc5–b5 Kg5xh5

11. Kb5xa5 Kh5–g4

12. Ka5–b5 h6–h5

13. a4–a5 und Weiß gewinnt

## Schachspieler
In der Festschrift des Badischen Schachverbandes findet sich der Name Bähr in der Tabelle des anlässlich des 14. (1.) Kongress des nunmehr Badischen Schachverbandes durchgeführten Schachturnieres, das vom 7.–10. September 1933 in Heidelberg stattfand. Bähr, Freiburg, war im Hauptturnier geteilter 2.–5. geworden.
Bähr spielte offenbar im Schachklub Freiburg. Die Freiburger Zeitung berichtete über eine spektakuläre Blindschachpartie und publizierte eine seiner Partien sowie ein analysiertes Bauernendspiel aus einer seiner Partien.
Bähr zählte zu den sechs Gewinnern in der Simultanvorstellung von Bogoljubow am 15. Januar 1935 im Kaffeehaus Kopf in Freiburg.

## Werke
- Walter Bähr: Opposition und kritische Felder im Bauernendspiel. Selbstverlag, Freiburg im Breisgau, 1936